# Letecká základna Los Angeles
 Letecká základna Los Angeles (anglicky Los Angeles Air Force Base; kód ICAO KLAX) je vojenská letecká základna letectva Spojených států amerických nacházející se na území města El Segundo, okres Los Angeles County, ve státě Kalifornie. Sídlí zde Středisko kosmických a raketových systémů (Space and Missile Systems Center), spadající pod jurisdikci Velitelství vzdušných a vesmírných sil (Air Force Space Command). Středisko je hlavním velitelstvím navigačního systému GPS, a dále řídí výzkum, vývoj a praktické zavedení nových prvků vojenských kosmických systémů do praxe.
Je domovskou základnou 61. křídla týlové služby letecké základny (61st Air Base Wing), jehož úkolem je personální, technická a logistická podpora chodu Střediska SMSC i základny jako takové.
Historie této základny se začala psát v roce 1961, kdy Letectvo Spojených států vyslovilo záměr zkonsolidovat Divizi kosmických systémů (Space Systems Division) a Výzkumné a vývojové centrum (Research and Development Center), které vzniklo roku 1960 pod hlavičkou „The Aerospace Corporation“ za účelem podpory stávajících vesmírných programů amerického letectva. Plán zahrnoval akvizici dvou velkých pozemků s nemovitostmi přilehlých k Výzkumnému a vývojovému centru. Výrobní závod letadel amerického námořnictva, který se nacházel na severozápadním rohu ulic Aviation a El Segundo Boulevard, byl v říjnu 1962 přesunut pod správu letectva. Další pozemek, nacházející se na jihozápadním rohu týchž ulic, byl v té době ve vlastnictví těžební společnosti. V listopadu 1962 se výše zmíněné The Aerospace Corporation podařilo tyto pozemky odkoupit a mezi únorem 1963 až dubnem 1964 si zde vybudovala nové sídlo. K 10. dubnu 1964 byly pozemky ve vlastnictví letectva, nacházející se kolem průsečíku ulic Aviation a El Segundo Boulevard, pojmenovány jako Los Angeles Air Force Station. V září 1987 pak tato základna získala svůj současný název Los Angeles Air Force Base – Letecká základna Los Angeles.
V roce 2006 byly pozemky v oblasti A (Area A) trvale uzavřeny po dohodě s místním stavebním developerem, se kterým letectvo vyměnilo oblast A za to, že developer vybuduje v oblasti B (Area B) Schrieverův vesmírný komplex (Schriever Space Complex) a další přilehlé budovy. Tento komplex byl zprovozněn v únoru 2007.